# Nederlandse Stikstof Maatschappij
De Nederlandse Stikstof Maatschappij (NSM) is de historische naam van het huidige Yara Sluiskil, een voortzetting van de Compagnie Neérlandaise de l'Azote, een kunstmestfabriek in Sluiskil, opgericht in 1929.
Het bedrijf is direct gevestigd aan het kanaal van Gent naar Terneuzen, zodat het overgrote deel van de producten per schip kan worden afgevoerd.

## Eigenaren
De NSM werd opgericht als La Compagnie Néerlandaise de l'Azôte (CNA) door het Italiaanse concern Montecatini, de reeds bestaande cokesfabriek te Sluiskil (ACZC) en de Brusselse Société Evence Coppée & Cie. In 1963 fuseerde Montecatini met het eveneens Italiaanse bedrijf Edison tot Montedison. Montedison werd voor 67% aandeelhouder, het Engelse ICI voor 25% en een Frans Staalbedrijf had de resterende 8%. De vestiging in Sluiskil ging door onder de naam Nederlandse Stikstof Maatschappij (NSM). Deze naam zou gevoerd worden tot het bedrijf in 1979 weer van eigenaar wisselde, en gekocht werd door de Noorse gigant Norsk Hydro. Na een aantal jaren onder Norsk Hydro werd de naam in 1989 gewijzigd in Hydro Agri. Deze zou gehandhaafd blijven tot in 2004, toen Norsk Hydro haar kunstmestactiviteiten afsplitste in het zelfstandige bedrijf Yara International ASA. Yara International ASA is de grootste producent van enkelvoudige meststoffen in West-Europa.

## Korte geschiedenis
De vestigingsplaats in Sluiskil werd destijds gekozen vanwege de aanwezigheid van een cokesfabriek, de Association Coopérative Zélandaise de Carbonisation (ACZC). Het cokesovengas, een restproduct van het produceren van cokes, werd voordien afgefakkeld. Dit gas kon, na gezuiverd te zijn, als grondstof gebruikt worden voor de productie van ammoniak, een van de bestanddelen om kunstmest te maken. De productie startte eind 1930. De begincapaciteit was 58 kton N/jaar, overeenkomend met 280 kton zwavelzure ammoniak. De bijbehorende zwavelzuurfabriek, werkend volgens het lodenkamerproces, had een capaciteit van 240 kton zwavelzuur/jaar. Ook was er een elektriciteitscentrale van 40 MW. In 1940 werkten er 794 mensen.
Op 10 mei 1940 was de fabriek bij de Duitse inval in Nederland het doelwit van Duitse bommen. De fabriek werd uitgeschakeld omdat het een potentiële producent van springstof was. Toen de Duitse bezetter de fabriek weer op probeerde te starten werd deze opnieuw, nu door de Engelsen, gebombardeerd. De Duitsers brachten hierop grote delen van de installaties over naar Duitsland, Polen en Oostenrijk, waar ze na de oorlog deels zijn teruggevonden.
In 1955 was de productie 40 kton N/jaar. De ammoniak werd verwerkt tot salpeterzuur, kalkammonsalpeter en ammoniumsulfaat. In 1957 kwam een ureumfabriek gereed en was de capaciteit van de NSM toegenomen tot 75 kton N/jaar; in 1961 bedroeg dit 100 kton/jaar. In 1971 was de ureumproductie reeds 2.300 ton/dag, waarmee NSM een van de grootste ureumproducenten ter wereld was. Zoals de aanwezigheid van cokesgas een cruciale rol speelde bij de oprichting van de fabriek, zo speelde de komst van aardgas een even grote rol voor de versnelde groei in het midden van de jaren 60 van de 20e eeuw. In 1966 schakelde NSM van cokesgas over op aardgas. Verwacht werd dat naast NSM nog meer industrieën in Zeeuws-Vlaanderen zouden volgen als afnemer van aardgas, en de N.V. Nederlandse Gasunie besloot het hoofdvoedingsnet van Hilvarenbeek door te trekken naar Sluiskil. Voor de regio was dit een belangrijke gebeurtenis, want door de aansluiting van NSM konden ook de omliggende gemeenten overschakelen op aardgas.
De NSM was ook na 1945 van groot belang voor de plaatselijke en regionale werkgelegenheid. In 1979 telde het bedrijf 1245 werknemers, waarvan 110 in het buitenland. 

## Producten
In Sluiskil wordt nog steeds kunstmestproducten geproduceerd. De productie bedraagt ruim 4,5 miljoen ton op jaarbasis en behoort daarmee tot de grootste vestigingen van Yara binnen Europa. Daarnaast wordt onder meer ammoniak, salpeterzuur en koolstofdioxide geproduceerd. Dit laatste product wordt onder meer geleverd aan de levensmiddelenindustrie.
Jaarlijks worden in Sluiskil de volgende hoeveelheden geproduceerd:
- ammoniak (1.700 kton)
- salpeterzuur (1.270 kton)
- ureum kunstmest (750 kton)
- nitraat kunstmest (1.800 kton)
- vloeibare CO2 (425 kton).

De belangrijkste grondstoffen in het productieproces zijn aardgas, lucht en stoom en dolomiet. Yara Sluiskil is met circa 1,8 miljard m³ per jaar de grootste industriële verbruiker van aardgas in Nederland.
In de eerste decennia van de 21ste eeuw jaren is een aantal nieuwe producten ontwikkeld gericht op het verbeteren van het milieu zoals het brandstofadditief onder de merknaam AdBlue waarmee langs chemische weg de uitstoot van NOx door dieselmotoren verlaagd wordt. Vanwege de ligging langs het kanaal van Gent naar Terneuzen heeft het een goede transportverbinding naar de Noordzee en het Europese kanalennetwerk. Schepen tot 50.000 ton en een maximale diepgang van 12,5 meter kunnen afmeren aan de kade van de fabriek.

## Externe bron
- Van Kiem tot Korrel, Nederlandse Stikstof Maatschappij N.V. 1929-1979. Gedenkboek. Beauchez Zuid-West Nederland BV/NSM, 1979.